# Кокс (коммуна)
Кокс (фр. Cox, окс. Còths) — коммуна во Франции, находится в регионе Юг — Пиренеи. Департамент — Верхняя Гаронна. Входит в состав кантона Кадур. Округ коммуны — Тулуза.
Код INSEE коммуны — 31156.

## География

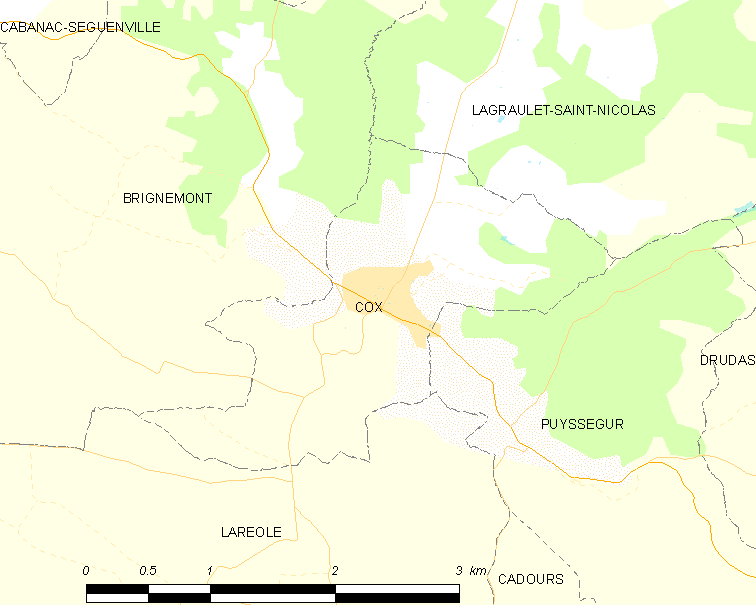
Карта коммуны

Коммуна расположена приблизительно в 580 км к югу от Парижа, в 37 км к северо-западу от Тулузы.

## Климат
Климат умеренно-океанический. Зима мягкая и снежная, весна характеризуется сильными дождями и грозами, лето сухое и жаркое, осень солнечная. Преобладают сильные юго-восточные и северо-западные ветры.

## Население
Население коммуны на 2010 год составляло 342 человека.
| 1962 | 1968 | 1975 | 1982 | 1990 | 1999 | 2010 |
| ---- | ---- | ---- | ---- | ---- | ---- | ---- |
| 243  | 236  | 224  | 214  | 237  | 267  | 342  |

## Экономика
В 2010 году среди 186 человек трудоспособного возраста (15—64 лет) 156 были экономически активными, 30 — неактивными (показатель активности — 83,9 %, в 1999 году было 68,0 %). Из 156 активных жителей работали 140 человек (81 мужчина и 59 женщин), безработных было 16 (4 мужчины и 12 женщин). Среди 30 неактивных 4 человека были учениками или студентами, 15 — пенсионерами, 11 были неактивными по другим причинам.

## Достопримечательности
- Музей гончарного искусства (1865 год). Расположен в бывшей гончарной мастерской. Исторический памятник с 2005 года[4]
- Церковь Св. Петра